# Iglesia de San Isidoro (Oviedo)
La iglesia de San Isidoro el Real es una iglesia y parroquia de la ciudad de Oviedo, Principado de Asturias, España, situada en la plaza de la Constitución, junto al ayuntamiento, en el casco histórico de la ciudad. Declarada Bien de Interés Cultural, es un templo del siglo XVI construido sobre una antigua iglesia románica.

## Historia

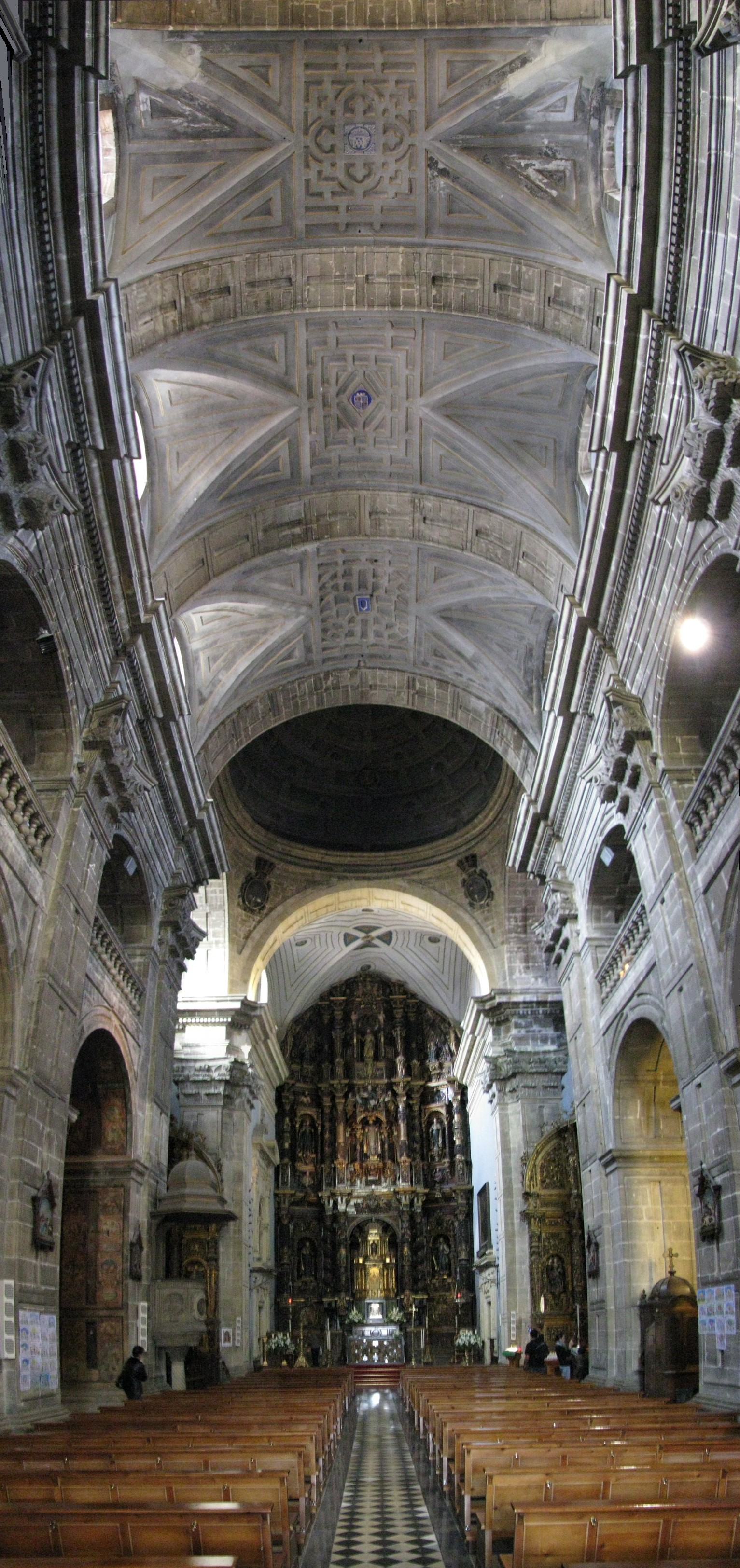
Interior de San Isidoro el Real

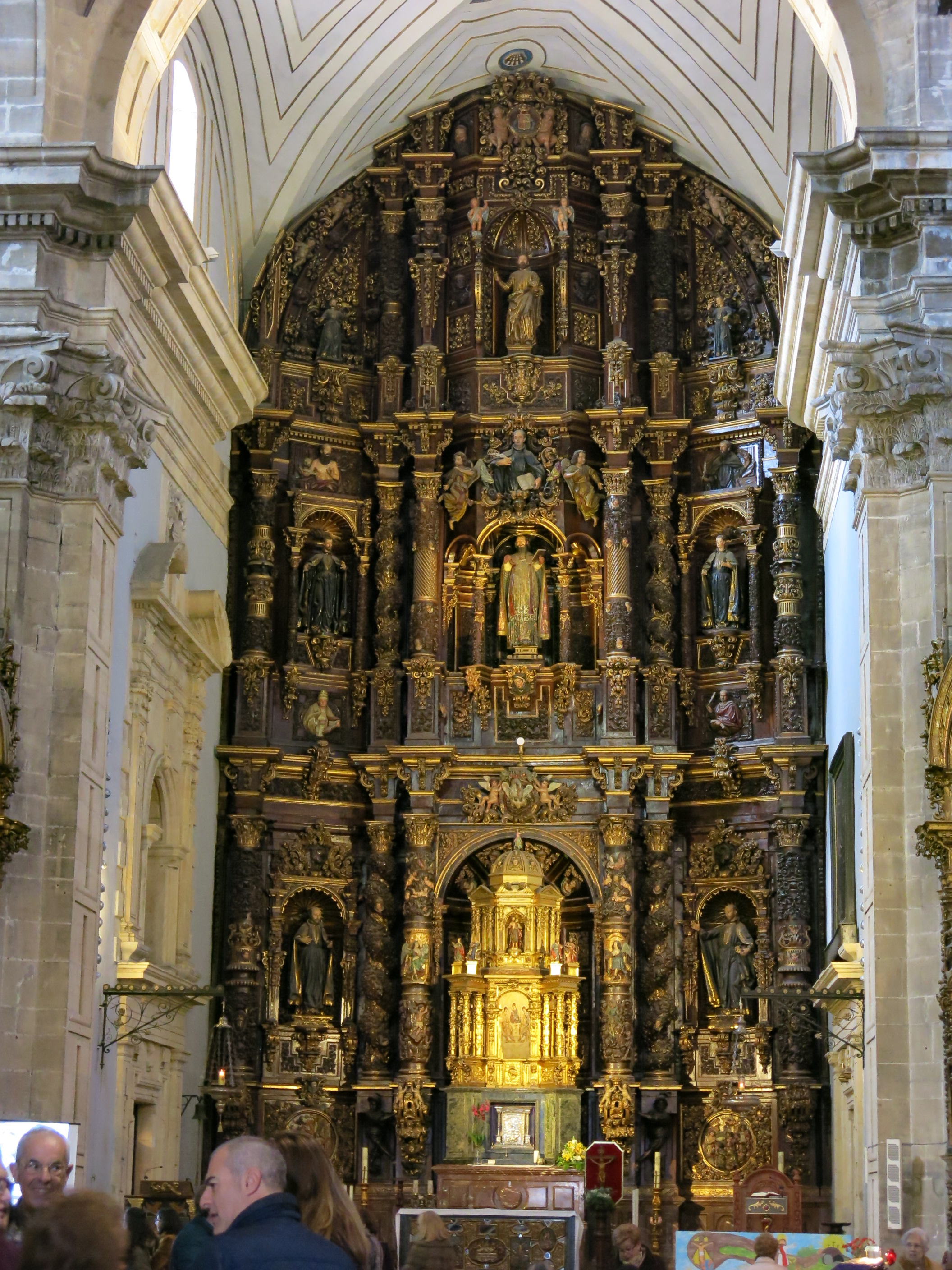
Altar Mayor

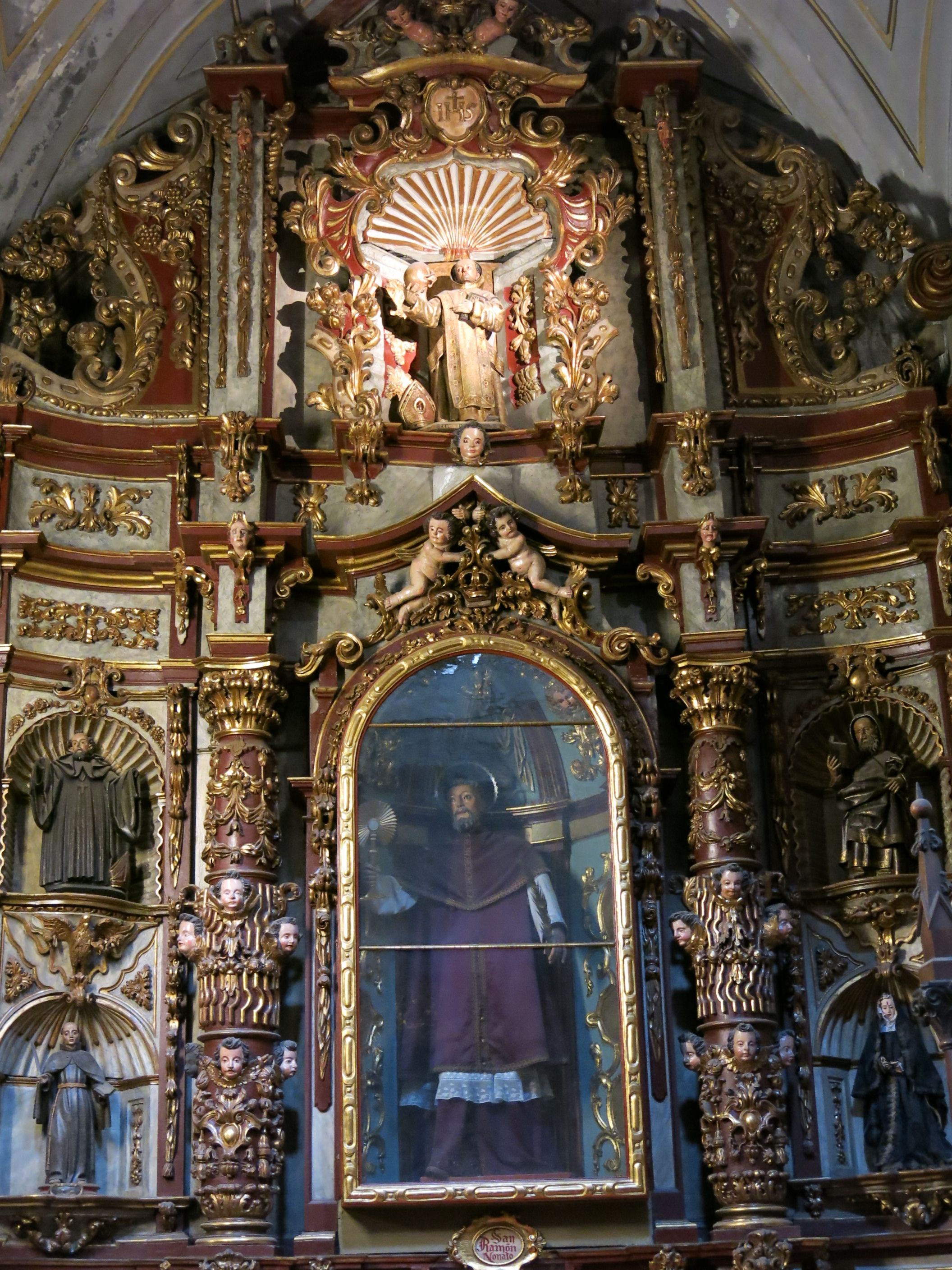
Retablo de San Ramón Nonato

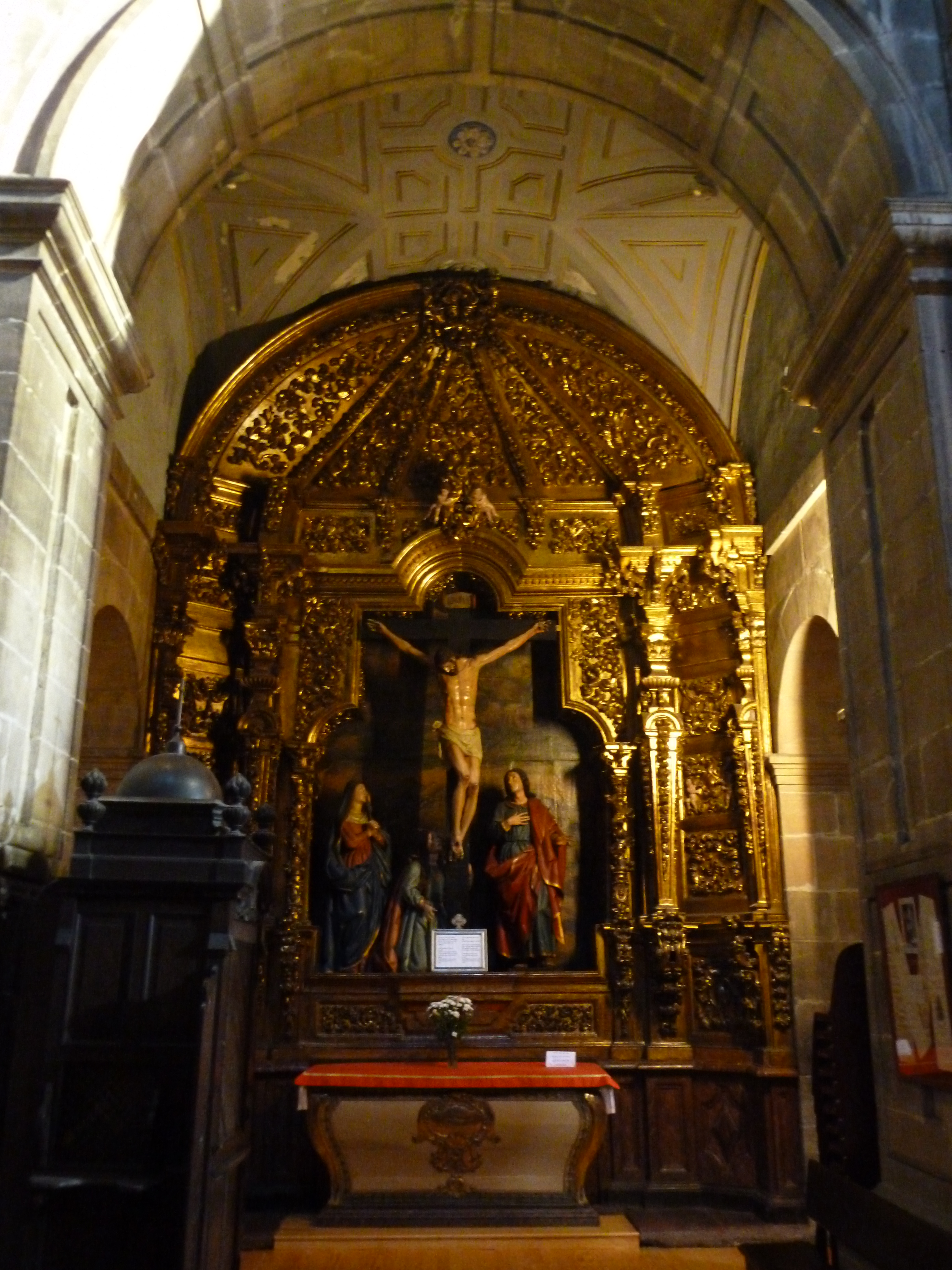
Retablo del Cristo de la Buena Muerte

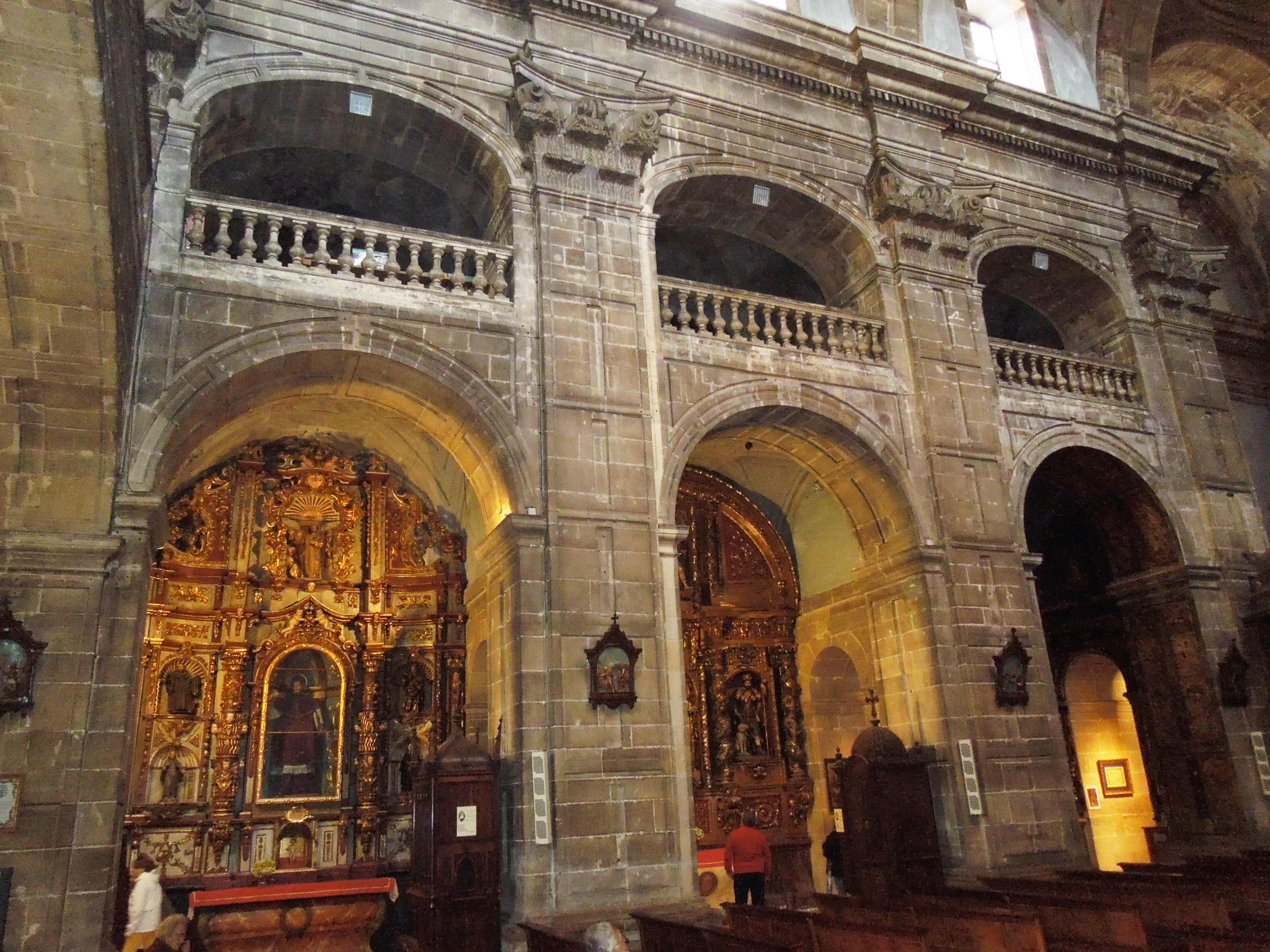
Retablos laterales y triforio

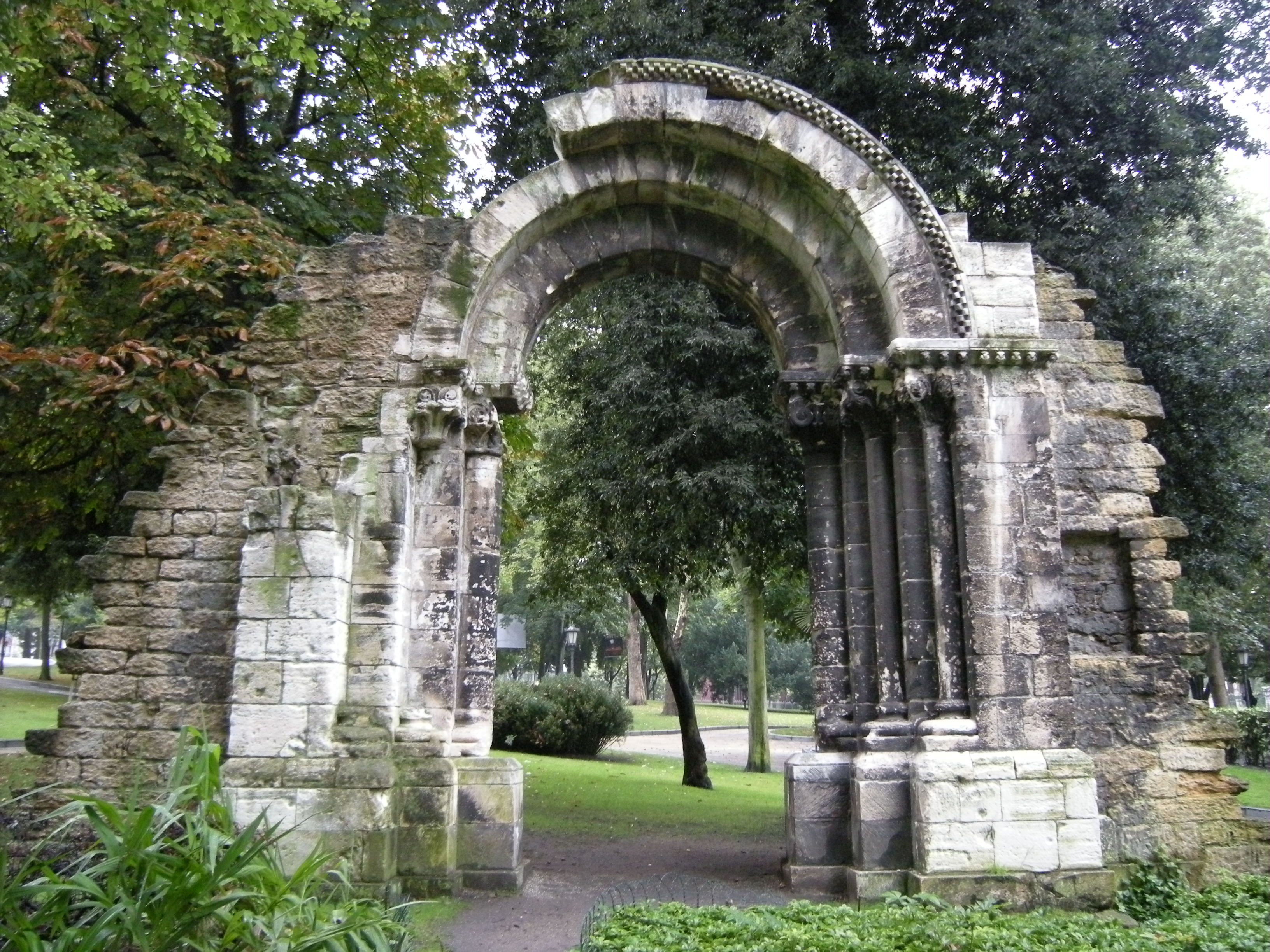
Antiguo arco de entrada a la desaparecida iglesia de San Isidoro

Tiene sus antecedentes en la desaparecida iglesia románica de San Isidoro de la que actualmente sólo se conserva el arco de la portada de acceso, instalada desde el año 1925 en el parque de San Francisco de Oviedo. Según Ana María Herrero Montero, no existen datos sobre la fecha desde la que existe una iglesia bajo la advocación de San Isidoro en Oviedo ni de la fecha de construcción de la primitiva iglesia románica ya desaparecida. Documentos de los siglos XIII y XIV indican que la iglesia de San Isidoro fue la tercera establecida en Oviedo después de las de San Tirso y San Juan. El primer documento que da constancia de su existencia es del año 1217.
La iglesia actual formaba parte en su fundación del desaparecido colegio de la orden de los Jesuitas de San Matías. Fundado por orden de Magdalena de Ulloa, viuda de Luis Méndez Quixada, en 1576 su construcción se finalizó en 1587. El colegio fue demolido en 1873 para la construcción del mercado de El Fontán anexo a la iglesia quedando de esta forma la iglesia como único testigo del anterior complejo.
El 2 de junio de 1645 el Arzobispo de Granada, que anteriormente había sido obispo de Oviedo, Martín Carrillo Alderete (que se encuentra enterrado en la iglesia), suscribe el documento de fundación del Colegio de San Matías. El Arzobispo Carrillo Alderete fue embalsamado y colocado en una urna situada en un arcosolio de un lateral del presbiterio.
El complejo se construyó durante el siglo XVII siendo entre 1646 y 1681 la época de mayor trabajo. En 1681 las obras son concluidas siendo inaugurada la iglesia.
Los trabajos de construcción de la iglesia fueron dirigidos por varios arquitectos de los que se puede destacar al arquitecto avilesino Francisco Menéndez Camina. La iglesia posee nave única con planta en cruz latina y única torre exterior si bien en el proyecto inicial estaba previsto fueran dos. La falta de presupuesto, como ocurrió con otras iglesias ovetenses, incluida la catedral de Oviedo, acabó por dejarla en iglesia de una sola torre. Es monumento Histórico Artístico.

## El Edificio
Edificio de tipología jesuítica de una nave de cuatro tramos con capillas laterales abiertas y comunicadas entre sí. El crucero, poco destacado, se cubre con una cúpula. La iglesia fue consagrada en el año 1681, tras casi un siglo de obras. El proyecto inicial fue elaborado, probablemente, por el arquitecto Juan de Tolosa. Según  el profesor Germán Ramallo Asensio, esta autoría sería apreciable en la planta y la parte inferior de la fachada. A lo largo de las obras intervinieron otros maestros de obra, como el citado Menéndez Camina. A este autor se le atribuiría el barroquismo de la fachada y la mayor parte del alzado interior. Para Ramallo Asensio, en el siglo XVIII el arquitecto Francisco de la Riva ejecutó el remate de la torre y la reforma de la cabecera en la que se incorporó la capilla de los Duques del Parque, en el lienzo de la epístola. La última fase del edificio fue realizada por Pedro Antonio Menéndez que construyó la capilla de la Escuela de María, año 1745, hoy desaparecida.
En la fachada, en el interior de las correspondientes hornacinas, se encuentran las imágenes de San Isidoro y sobre esta, las de San Antonio de Padua y el Arcángel San Gabriel.
En su interior, en las capillas laterales se localizan los retablos dedicados a San Ramón Nonato, San Francisco Javier, el de La Pasión con la Virgen de los Dolores y el Cristo yacente, Nuestra Señora de las Nieves, el del Calvario con el Cristo de la Buena Muerte y el de la Virgen de Lourdes. Cuenta con relicarios dedicados a tres santos, San Isidoro, su santo patrón, situado en la capilla de las ánimas; el relicario de San Francisco Javier en el retablo dedicado al santo jesuita y el relicario dedicado a San Juan Pablo II en el retablo de la inmaculada. La reliquia de San Juan Pablo II corresponde con un trozo de la sotana manchada de sangre tras el atentado sufrido por el Papa en el año 1981. La reliquia textil se incluye en una Cruz de los Ángeles, emblema de la ciudad. Además de estos relicarios, otros cuatro, localizados en el retablo de Nuestra Señora de las Nieves, recuerdan a los cuatro beatos bautizados en la parroquia:  el claretiano Juan Díaz Nosti (reliquia ósea), el padre de los paules José María Fernández Sánchez (reliquia ósea), el dominico Elíseo Izquierdo Palacios (reliquia ósea) y la religiosa de las Adoratrices María Dolores de Jesús Crucificado (reliquia textil).
La imagen de Nuestra señora de los Dolores y el Cristo yacente están ubicados en el retablo de la Pasión, realizado por Antonio de Borja entre los años 1725 y 1739. Las imágenes fueron talladas por Luis Fernández de la Vega antes de 1675.
La Capilla del Calvario o del Cristo de la Buena Muerte está formado por un retablo de un solo cuerpo fechado en la década de los 30 del s. XVIII. Las figuras, de tamaño natural, están enmarcadas por columnas salomónicas y dos estípites. El Cristo,  de estilo manierista, está rodeado por las figuras de la Virgen, San Juan y La Magdalena, en posición arrodillada abrazada a la cruz. Las figuras están realizadas en madera tallada, estucada, dorada y policromadas. Su autoría probablemente procede del taller de Antonio Borja que estudió con el escultor Luis Fernández de la Vega. Los jesuitas fundaron la Congregación de la Buena Muerte hacia 1600 en Venecia y su finalidad era unir la propia muerte con la de Cristo fomentando la frecuencia de los sacramentos.
Antes de la capilla de ánimas, en el lateral derecho de la iglesia, se localiza un mausoleo dedicado a los caídos ovetenses en la 1.ª Guerra Carlista del año 1836. Por estos hechos la ciudad de Oviedo recibió el título honorífico de "Benemérita" y dio lugar a la celebración de la tradicional y conocida fiesta del Desarme. La inscripción del mausoleo reza "Mortales restos de los nacionales D. Antonio Canella, capitán de Granaderos, D. Pedro de Aguirre, Gastador, D. Miguel Gana, Granadero, D. Francº Quiñones, Nacional de Caballería" "A las víctimas del 19 de Octubre de 1836 el Ayuntamiento Constitucional dedica este monumento. Oviedo año de 1841". En la capilla de ánimas, además de la citada reliquia de San Isidoro, inserta en un templete del siglo XVIII, se encuentra una imagen "excusadora" del santo, utilizada en las antiguas procesiones y que está fechada en el año 1765.
El órgano, romántico de estética barroca, fue construido por el asturiano Alonso Menéndez Forcinas en el año 1678 y donado a la iglesia en el año 1779. En el siglo XIX se modificó según el gusto de la época. Cuenta con dos teclados manuales y pedalera y es de sistema neumático. Está incluido en la lista de Bienes de Interés Cultural por el Principado de Asturias junto con los órganos de la Catedral y el de la Iglesia de Santa María la Real de Oviedo. El órgano de San Isidoro se utiliza en los conciertos de los Ciclos de Música Sacra "Maestro de la Roza".

## El Retablo mayor
Según Ramallo Asensio, está formado por dos cuerpos divididos en tres calles y rematado en ático semicircular. En sus hornacinas y en toda la superficie del retablo se representa un complejo programa de tintes alegóricos. Se desconoce su autor y la fecha de su construcción. Por el estilo parece pertenecer a la segunda mitad del siglo XVIII pero seguramente aprovechando las figuras de otro retablo anterior (hacia 1670-80). La imagen de su hornacina central, en el centro del segundo cuerpo, probablemente se cambió al pasar a convertirse en parroquia en el año 1770 y en la que se introdujo la figura de San Isidoro que se observa en la actualidad. Ramallo Asensio supone que por el tamaño de la hornacina es posible contuviese originalmente un calvario.
En el banco del primer piso están la Anunciación a la izquierda y la adoración de los pastores a la derecha y en las hornacinas San Ignacio y San Francisco de Borja. En el segundo piso aparecen las figuras de San Francisco Javier y San Luis Gonzaga. En el ático se encuentra, en el centro, San Matías y en los laterales, sobre repisas San Alfonso y San Estanislao.

## Iglesia parroquial
San Isidoro el Real de Oviedo cuenta con el "vínculo de afinidad espiritual" con la basílica romana de Santa María la Mayor, basílica dependiente directamente del Papa. Por este motivo los visitantes de la iglesia en unos días señalados del año obtienen las mismas indulgencias que recibirían peregrinando a Roma. Este vínculo se recibió por la especial devoción que la iglesia ovetense profesa a la Virgen de los Dolores. Este vínculo lo gozan en España un total de treinta iglesias.
En un lateral de la iglesia, en su fachada este, que da a la actual calle Jesús, se encuentran los locales de la cofradía del Santo Entierro, Real y Trinitaria Archicofradía del Santo Entierro y Nuestra Señora de los Dolores en su inmaculada Concepción. Esta cofradía tiene sus antecedentes en otras fundadas en los años 1652 y 1664 entre las que se encontraban la Cofradía de Nuestra Señora de la Soledad y Ánimas antiguas.
La iglesia de San Isidoro, junto con la catedral ovetense, San Julián de los Prados, la iglesia de Santa María la Real de La Corte, Santo Domingo y la Basílica menor de San Juan el Real, es una de las más visitadas de Oviedo.